# Вроцлав-Праче
Вроцлав-Праче (пол. Wrocław Pracze) — пассажирская и грузовая железнодорожная станция в городе Вроцлав, в Нижнесилезском воеводстве Польши. Имеет 2 платформы и 2 пути.
Станция на железнодорожной линии Вроцлав-Главный — Щецин-Главный, построена в 1874 году.